# 航空法 (法分野)
航空法（こうくうほう）または空法（くうほう）（英: aviation law/air law,仏: droit aérien, 独:Luftfahrtrecht/Luftverkehrsrecht/Luftrecht）とは、航空機による空の利用から生じる法律関係を規律する法規範の総体である。
私法関係を規律する航空私法と、行政法その他の公法関係を規律する航空公法に分類される。海上運送に関する海事法ないし海法が海事私法と海事公法に分類されるのと同様である。
海法は古い歴史を有し慣習法を経て成文化されてきたのに対し、航空の分野は歴史が浅く発展が急であるため、航空法は慣習法を経ずに立法された法規がほとんどを占める。また海法と異なり、航空法は国際航空法が大きな比重を占め、国際機関によって直接立法された法規が多く、国内法も国際航空法との整合性が求められることになる。実際、日本においては航空行政法として航空法という名称の法律が制定されているが、その内容はシカゴ条約およびその附属書と整合したものとなっている。